# Iguana delicatissima
La iguana del Caribe, también iguana antillana o iguana de las Antillas Menores  (Iguana delicatissima) es una especie de iguánido. De aspecto similar a la iguana verde, ésta presenta ligeras variaciones en su morfología y coloración.

## Distribución
Desde el norte de las Antillas Menores, de Anguila a Martinica.

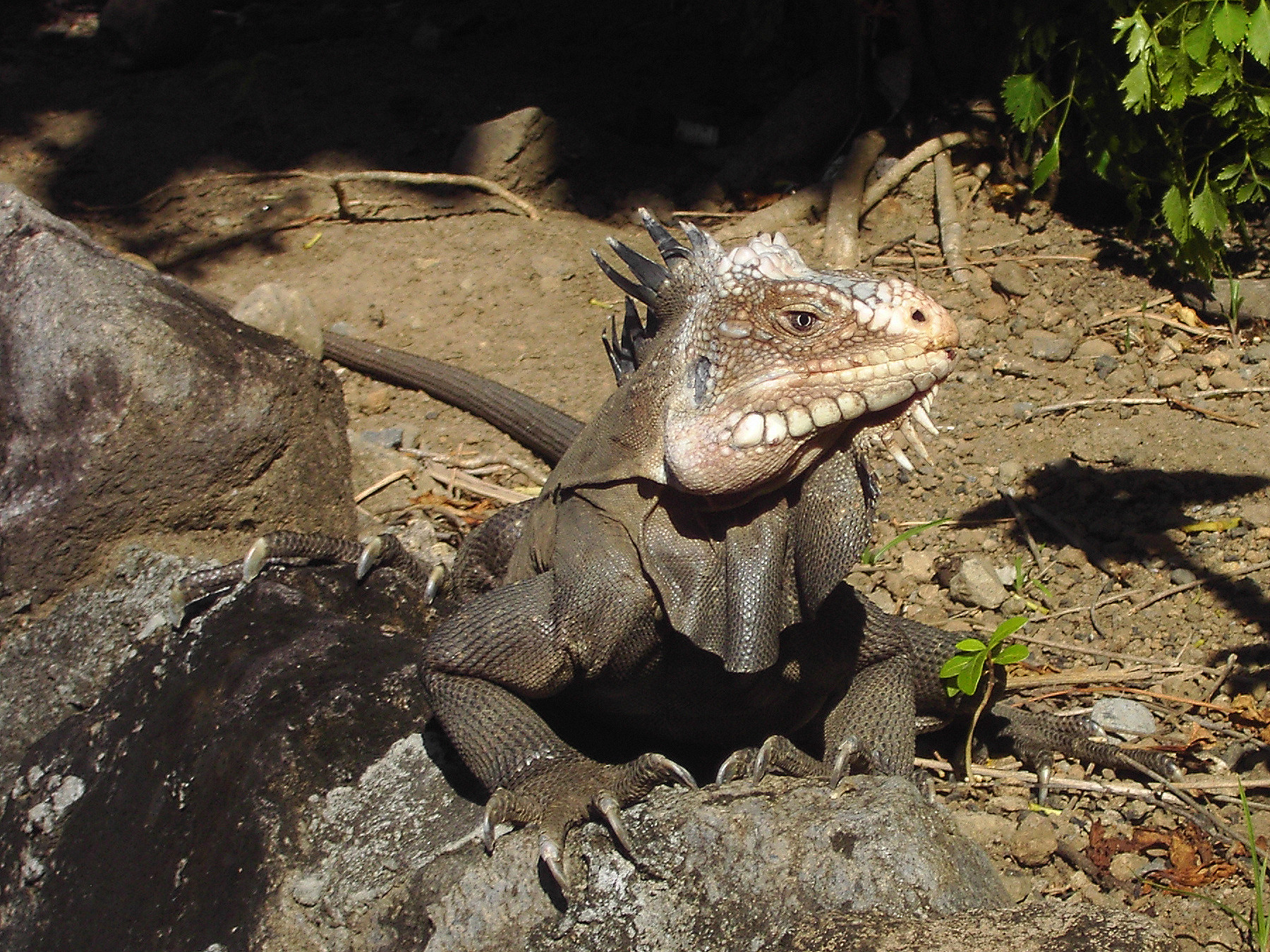
En Coulibistrie, Dominica.